# Космический дозор. Эпизод 1
«Космический Дозор. Эпизод 1» (нем. «(T)Raumschiff Surprise – Periode 1», англ. «Dreamship Surprise. Period 1») — комедийно-фантастический фильм-пародия на популярные фантастические эпопеи. Премьера фильма состоялась 22 июля 2004 года. Кассовые сборы в немецком прокате составили 77 миллионов евро].
В России премьера фильма состоялась 3 ноября 2005 года.
Русский вариант фильма выпущен на DVD компанией «Екатеринбург Арт».

## Сюжет
Действие фильма разворачивается в 2304 году. Через 300 лет после того, как земляне колонизировали Марс и благополучно забыли о колонистах, потомки колонистов под командованием Верховного Регулятора вторгаются на Землю с целью поработить её.
Единственный шанс спасти Землю — вернуться в прошлое, предотвратив встречу человечества с представителями инопланетян, с помощью технологий которых был колонизирован Марс. Машина времени ещё не испытана, и эта миссия поручается членам экипажа звездолёта «Сюрприз» (англ. Surprise): капитану Корку, инженеру Шпротти и первому офицеру Чмоку (оторванных этим от подготовки к конкурсу красоты).
Однако, по стечению обстоятельств, в прошлое вместе с Корком и Чмоком отправляется не Шпротти, а королева Земли Метакса и космический таксист Рок Изз-Ада (которого Чмоки называет Рокки).
Из-за поломки машины времени, прежде чем достичь цели своего путешествия, герои вынуждены побывать в Средневековье и на Диком Западе. А ученик и сын Верховного Регулятора Глюк преследует их по пятам.

## В ролях
| Актёр               | Роль                                                                 |
| ------------------- | -------------------------------------------------------------------- |
| Михаэль Хербиг      | вулканит Чмок (нем. Brigitte Spuck; Spucky)                          |
| Рик Каваниан        | Шпротти, Глюк, Шнапс (нем. Schrotty, Jens Maul, Pulle)               |
| Кристиан Трамиц     | Капитан Корк (нем. Kapt’n Kork)                                      |
| Аня Клинг           | Королева Метакса (нем. Konigin Metapher)                             |
| Тиль Швайгер        | Рок Изз-Ада (нем. Rock Fertig-Aus)                                   |
| Скай Дюмонт         | Санта-Мария, Уильям Последний (нем. Santa Maria, William der Letzte) |
| Ганс-Михаэль Реберг | Регулятор Рогул (нем. Regulator Rogul)                               |
| Ханс Петер Халлвакс | Консул Канон (нем. Konsul Kanon)                                     |
| Райнер Шоне         | Сенатор Бин (нем. Senator Bean)                                      |
| Тим Вильде          | Джон (нем. John)                                                     |

## Пародии
Юмор в фильме строится на игре слов и завуалированных шутках «ниже пояса», но в основном — на многочисленных пародиях популярных фантастических фильмов и сериалов. Среди них:
- «Звёздные войны»
- «Звёздный путь»
- «Пятый элемент»
- «Назад в будущее»
- «Люди в чёрном»
- «Терминатор-2»
- «Матрица»
- «Особое мнение»
- «Достучаться до небес»

## Интересные факты
- Фильм имеет рекордную окупаемость: при бюджете 9 миллионов евро (бо́льшая часть которого ушла на создание спецэффектов, а не на гонорары звёздам) он собрал 77 миллионов только в Германии.
- Оригинальное немецкое название (T)Raumschiff Surprise представляет собой игру слов «Raumschiff» («космический корабль») и «Traumschiff» («корабль-мечта», по названию одноимённого немецкого телесериала), самый близкий перевод на русский — «Космический корабль-мечта „Сюрприз“».
- Рик Каваниан играл несколько ролей, в том числе: помощника капитана «Schrotty» (игра слов из «Скотти» и немецкого «Schrott» — металлолом), в русском переводе — Шпротти; бортмеханика Pulle (Pulle — бутылка, также отсылка к «Pille» («пилюля»), немецкой кличке доктора МакКоя из «Звёздного пути»), в русском переводе — Шнапс; а также главного злодея Jens Maul (пародия на Дарта Вейдера и Дарта Мола (Darth Maul) из «Звёздных войн» — кроме того, «Maul» по-немецки означает «пасть» или «морда»), в русском переводе — Глюк. Для роли бортмеханика ему пришлось носить специальный увеличивающий вес костюм, а для роли Глюка — побриться под ноль.
- Дата падения НЛО на Землю — 22 июля 2004 года — дата выхода фильма на широкий экран в Германии.
- После успеха фильма «Мокасины Маниту» Михаэль Хербиг, ведущий популярного телевизионного комик-шоу «Задирапарад», спросил зрителей своего шоу, на какую тему они хотели бы видеть его следующий фильм. На выбор было дано несколько вариантов: продолжение фильма «Мокасины Маниту», пародию на фильм «Сисси», пародию на космическую тему и т. д. В результате большинство проголосовало за космическую тему (тема «Сисси» была реализована Хербигом тремя года позже, в 2007 году, в виде мультфильма-пародии «Переполох в Гималаях» (нем. Lissi und der wilde Kaiser)).
- В фильме несколько раз появляются персонажи фильма «Мокасины Маниту», а также имеется множество отсылок к его сюжету: когда герои перемещаются на Дикий Запад, они встречают Санта-Марию (главного злодея из Мокасин), который говорит, что ему необходимо продать паб вождю апачей (именно с этого и начинался фильм). Также Глюк произносит фразу Димитрия (друга Виннитуча) «Ой! Эллада!», только наоборот «Ой! Не Эллада!». Причём Дмитрия и Глюка играет один и тот же актёр — Рик Каванинан.
- Королева Метакса, прибыв в Средние века, одевается как принцесса Фиона из «Шрека».
- В эпизоде допроса Рока в Средних веках Вильгельм, на скорую руку посвящая Рока в рыцари, сказал: «Нарекаю тебя рыцарем… Мастдаем» (англ. Must die — должен умереть). В немецкой версии посвящение звучит: „Hiermit schlag´ ich dich zum Ritter… von Hinten“ (нем. von hinten — сзади). Вильгельм в этом эпизоде стоит позади Рока, так что для говорящего ритуальная формулировка оказывается точным описанием собственно действия.
- На протяжении всего фильма делаются намёки, что экипаж корабля составляют геи. Единственные исключения: сексуально озабоченная Жаба-Жаба (пародия на Ухуру из «Звёздного пути») и старушка пенсионного возраста (в сцене перед появлением такси), готовые утонуть в обьятьях «сильного» пола.